# Бендегуз Болла
Бендегуз Болла (угор. Bolla Bendegúz, нар. 22 листопада 1999, Секешфегервар) — угорський футболіст, захисник клубу «Фегервар».

## Клубна кар'єра
Вихованець клубу МТК (Будапешт), але перший професіональний контракт підписав у липні 2017 року з клубом «МОЛ Фехервар». 2 червня 2018 року матчі проти «Діошдьйора» він дебютував в чемпіонаті Угорщини, втім цей матч так і залишився єдиним для гравця у чемпіонаті того сезону. Ще одну гру він провів у кубку.
Влітку того ж року для отримання ігрової практики Чонка перейшов у «Шіофок», де до кінця року провів 18 ігор у другому дивізіоні країни, а у січні 2019 року також на правах оренди перейшов у «Залаегерсег» і 2019 року виграв з командою другий дивізіон і вийшов до еліти. Після цього молодий захисник продовжив оренду угоду з клубом ще на рік і допоміг команді зберегти прописку у вищому дивізіоні, а влітку 2020 року повернувся до «Фегервара».

## Міжнародна кар'єра
Гравець юнацьких та молодіжних збірних Угорщини. З молодіжною командою у статусі капітана поїхав на домашній молодіжний чемпіонат Європи 2021 року в Угорщині та Словенії, де в матчі проти Нідерландів відзначився голом, але його команда програла 1:6 і посіла останнє місце у групі.